# Sprakensehl
Sprakensehl er en kommune i Landkreis Gifhorn i den tyske delstat Niedersachsen. Den ligger i den nordvestlige del af amtet (Samtgemeinde) Hankensbüttel.

## Geografi
Sprakensehl ligger ved Bundesstraße 4. De nærmest større byer er Uelzen mod nord, og Gifhorn mod syd

### Inddeling
I kommunen ligger landsbyerne Behren, Bokel, Blickwedel, Hagen, Masel og Sprakensehl.